# Acid ibandronic
Axit ibandronic hoặc natri ibandronate là một loại thuốc bisphosphonate được sử dụng trong phòng ngừa và điều trị loãng xương và gãy xương liên quan đến di căn ở những người bị ung thư. Nó cũng có thể được sử dụng để điều trị tăng calci máu (nồng độ calci trong máu tăng).
Nó được cấp bằng sáng chế vào năm 1986 bởi Boehringer Mannheim và được chấp thuận cho sử dụng y tế vào năm 1996.

## Sử dụng trong y tế
Ibandronate được chỉ định để điều trị và phòng ngừa loãng xương ở phụ nữ sau mãn kinh. Vào tháng 5 năm 2003, Cơ quan Quản lý Thực phẩm và Dược phẩm Hoa Kỳ (FDA) đã phê duyệt Ibandronate như một phương pháp điều trị hàng ngày cho bệnh loãng xương sau mãn kinh. Cơ sở chính đây là một thử nghiệm trong ba năm, ngẫu nhiên, mù đôi, giả dược có kiểm soát phụ nữ bị loãng xương sau mãn kinh. Mọi người tham gia cũng nhận được liều calci uống hàng ngày và 400IU [đơn vị quốc tế] vitamin D. Theo kết luận của nghiên cứu, cả hai liều đều làm giảm đáng kể nguy cơ xuất hiện gãy xương đốt sống mới 50% 52% khi so sánh với tác dụng của thuốc giả dược.
Ibandronate có hiệu quả trong việc ngăn ngừa gãy xương liên quan đến di căn trong đa u tủy, ung thư vú và một số bệnh ung thư khác.

## Tác dụng phụ
Năm 2008, Cơ quan Quản lý Thực phẩm và Dược phẩm Hoa Kỳ (FDA) đã đưa ra cảnh báo truyền thông về khả năng nghiêm trọng và đôi khi làm mất khả năng đau xương, khớp hoặc cơ. Một nghiên cứu được thực hiện bởi Hiệp hội Nghiên cứu về Xương và Khoáng chất Hoa Kỳ đã kết luận rằng việc sử dụng lâu dài bisphosphonates, bao gồm Boniva, có thể làm tăng nguy cơ gãy xương hiếm gặp nhưng nghiêm trọng của xương đùi. Thuốc cũng có liên quan đến hoại tử xương hàm, tình trạng tương đối hiếm gặp nhưng nghiêm trọng.

## Dược lý
| Bisphosphonate | Hiệu lực tương đối |
| -------------- | ------------------ |
| Etidronate     | 1                  |
| Tiludronate    | 10                 |
| Pamidronate    | 100                |
| Alendronate    | 100-500            |
| Băng thông     | 500-1000           |
| Risedronate    | 1000               |
| Zoledronate    | 5000               |

## Tên thương hiệu
Axit Ibandronic được bán trên thị trường dưới tên thương mại Boniva ở Mỹ, Bondronat ở Châu Âu, Bonviva ở Châu Á, Bandrone ở Ấn Độ, Ibandrix ở Ecuador, Adronil ở Pakistan, Bondrova ở Bangladesh và Bonprove ở Ai Cập.